# Moca humbertella
Moca humbertella är en fjärilsart som beskrevs av Pierre E.L. Viette 1956. Moca humbertella ingår i släktet Moca och familjen Immidae. Inga underarter finns listade i Catalogue of Life.